# Base aérienne d'Eggebek

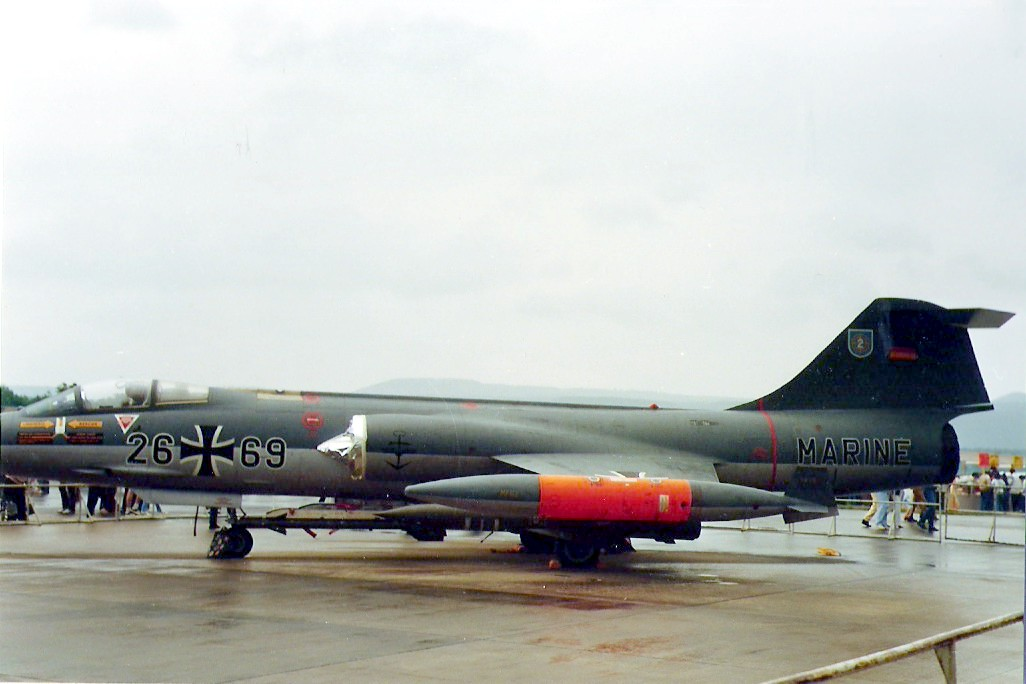
F-104G du MFG-2 d'Eggebek vu à Ramstein AB en 1984

La base aérienne d'Eggebek est une ancienne base aérienne du Marineflieger, l'Aéronavale allemande située près de la ville d'Eggebek dans le Schleswig-Holstein.
Elle a été inaugurée par le Vice-amiral Zenker le 12 mars 1965. Une semaine après, les premiers RF-104G du MFG-2 ont atterri sur la base.
Le MFG-2 est dissous le 9 août 2005. La base d'Eggebek est quant à elle fermée le 1er janvier 2006.